# 清河林业局
清河林业局，又称清河重点国有林管理局，是一个位于中华人民共和国黑龙江省哈尔滨市通河县的类似乡级单位，亦是中国龙江森林工业集团（黑龙江省森林工业总局）所属的一个林业局，分属合江林业管理局。
清河林业局始建于1972年，位于小兴安岭南麓，松花江中游北岸。经营面积14.5万公顷，森林面积12.8万公顷，森林蓄积1425万立米，森林覆盖率84.2%。

## 行政区划
清河林业局下辖以下单位：
局址第一社区、局址第二社区、局址第三社区、局址第四社区、局址第五社区、西北河中心林场（青山林业站）、横山林业站、茂林林业站、小古洞中心林场（双河林业站）、大古洞中心林场（东华林业站）、东辉林业站、五七农场。